# Hauptstrasse 13
Die Hauptstrasse 13 ist eine Hauptstrasse in den Schweizer Kantonen Schaffhausen, Zürich, Thurgau, St. Gallen, Graubünden und Tessin. Sie beginnt an der deutschen Grenze bei Trasadingen an der Bundesstrasse 34 und endet an der Strada Statale 34 an der italienischen Grenze bei Brissago. Zwischen dem Grenzübergang Trasadingen/Erzingen und der A4 bei Schaffhausen ist sie Teil der Europastrasse E 54. Die Gesamtlänge der Hauptstrasse 13 beträgt etwa 320 Kilometer.

## Verlauf
Sie verläuft vom Grenzübergang Trasadingen/Erzingen an der deutschen Grenze über Neunkirch, den Galgenbucktunnel bei Neuhausen am Rheinfall, Schaffhausen, und führt über eine Rheinbrücke nach Feuerthalen. Von da folgt sie dem Schweizer Rheinufer und dem Hochrhein entlang über Diessenhofen bis Stein am Rhein, entlang des Untersees über Steckborn bis zum Bodensee nach Kreuzlingen. Dort bildet sie die Hauptverbindungsstrasse entlang des Schweizer Bodenseeufers über Romanshorn, Arbon und Rorschach bis nach St. Margrethen, weiter das Rheintal hinauf nach Chur, über den San-Bernardino-Pass nach Bellinzona und weiter nach Locarno zur italienischen Grenze.
Zwischen Arbon und Bellinzona wird sie von einer Autobahn oder Autostrasse als Hauptverkehrsachse ergänzt.
Deren Strecke (über die höherwertige Strasse) führt zwischen Arbon und der Verzweigung Meggenhus über die A23 (früher A1.1), danach bis St. Margrethen über die A1. Ab da verläuft ihr Trassee über die A13.

## Geschichte

### Thurgau
Der Thurgau war bis 1803 eine Gemeine Herrschaft, die von den eidgenössischen Stadtstaaten gemeinsam verwaltet wurde. Seit 1803 durfte der neugegründete Kanton Thurgau selbst über seine Steuereinnahmen verfügen und beschloss ein umfangreiches Strassenbauprogramm. 1806 beschloss die Regierung den Bau einer Strasse zwischen der Schaffhauser Kantonsgrenze bei Paradies und der St. Galler Kantonsgrenze bei Horn, die am Südufer des Bodensees entlangführt.